# Piccalilly

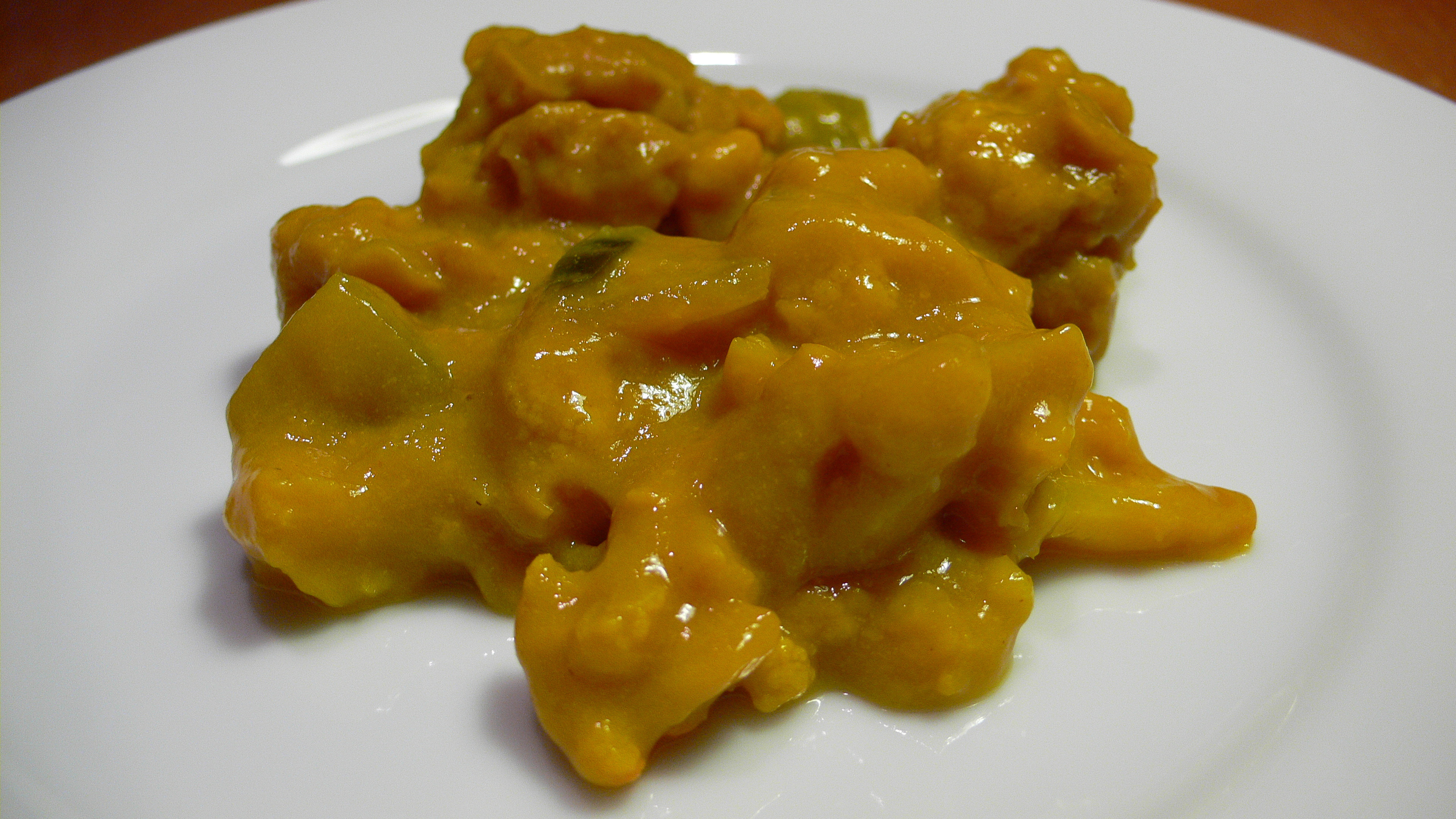
Piccalilly

Piccalilly (in België ook pickles genoemd) is een ingelegd mengsel van groenten, zoals augurk, zilverui, bloemkool, wortel of knolselderij. Het gebruikte zuur is een mengsel van azijn en mosterd, waardoor het een frisse smaak heeft.
Piccalilly is een van oorsprong Engels product, dat bij bonen en stamppotten, maar ook op brood wordt gegeten. Het wordt ook wel gebruikt als fritessaus. De fel-gele kleur is doorgaans afkomstig van kurkumawortel: kurkuma, ook wel geelwortel genoemd, werd door de koloniale overheersers uit de Aziatische regio meegenomen.
Kant-en-klare pickles in glazen bokalen werden in België in 1886 geïntroduceerd door Devos Lemmens.